# Volta al Districte de Santarém
La Volta al Districte de Santarém (en portuguès Volta ao Distrito de Santarém) va ser un competició ciclista per etapes que es disputava al Districte de Santarém, a Portugal. La primera edició data del 1997 i al llarg de la seva història ha tingut diferents noms. Així s'ha conegut com a Gran Premi Internacional Telecom (fins al 1999), Gran Premi Portugal Telecom (2000), Gran Premi Mosqueteiros-Rota do Marquês (2001-2003), Gran Premi Estremadura-RTP (2004), Gran Premi Internacional do Oeste RTP (2005) i finalment Volta al Districte de Santarém del 2006 fins a la seva desaparició el 2008.

## Palmarès
| Any                                     | Vencedor                  | Segon                 | Tercer                |
| --------------------------------------- | ------------------------- | --------------------- | --------------------- |
| Gran Premi Internacional Telecom        |                           |                       |                       |
| 1997                                    | Saulius Sarkauskas        | Cândido Barbosa       | Jeremy Hunt           |
| 1998                                    | Cândido Barbosa           | Jacek Mickiewicz      | Manuel Pedro Liberato |
| 1999                                    | Paolo Lanfranchi          | Mikel Pradera         | Felice Puttini        |
| Gran Premi Portugal Telecom             |                           |                       |                       |
| 2000                                    | José Azevedo              | José Alberto Martínez | Aitor Osa             |
| Gran Premi Mosqueteiros-Rota do Marquês |                           |                       |                       |
| 2001                                    | Igor González de Galdeano | Vítor Gamito          | Melcior Mauri         |
| 2002                                    | Rui Lavarinhas            | Joan Horrach          | Bruno Castanheira     |
| 2003                                    | Cândido Barbosa           | Aleksei Màrkov        | Claus Michael Møller  |
| Gran Premi Estremadura-RTP              |                           |                       |                       |
| 2004                                    | Carlos García Quesada     | Cândido Barbosa       | José Adrián Bonilla   |
| Gran Premi Internacional do Oeste RTP   |                           |                       |                       |
| 2005                                    | Cândido Barbosa           | Aitor Pérez Arrieta   | Carlos Castaño        |
| Volta al Districte de Santarém          |                           |                       |                       |
| 2006                                    | Lars Boom                 | Benjamin Day          | Manuel Lloret         |
| 2007                                    | Robert Hunter             | Martín Garrido        | Lars Boom             |
| 2008                                    | Maurizio Biondo           | László Bodrogi        | Andreas Klöden        |